# Pictures of Lily
"Pictures of Lily" is een single van de Britse rockband The Who. De single werd uitgegeven in april 1967 en kwam in de top vijf in het Verenigd Koninkrijk, maar kwam in de Verenigde Staten niet verder dan de vijftigste plaats.
Het nummer werd geschreven door songwriter-gitarist Pete Townshend, die stelde dat het nummer primair over masturbatie gaat, hoewel dit thema eerder wordt uitgelicht door verschillende connotaties, zoals "...Pictures of Lily helped me sleep at nights...", dan dat de lyrics er concreet over gaan. In het begin van het nummer zingt zanger Roger Daltrey over de hoofdpersoon die lijdt aan slapeloosheid. Wanneer zijn vader hem de afbeeldingen geeft uit de titel van het nummer, zijn zijn problemen opgelost. Al snel raakt hij geobsedeerd door Lily en probeert haar te zoeken in het echte leven, maar zijn vader helpt hem uit zijn droom: Lily is al dood sinds 1929. In eerste instantie begint de zanger daarna weer te klagen, maar later keert hij weer terug naar zijn fantasie.
De Lily, waar dit nummer over zou gaan, is waarschijnlijk Lillie Langtry, een bekend actrice, die inderdaad in 1929 overleed.
Het nummer is in 2001 gecoverd door David Bowie op het tributealbum Substitute: The Songs of The Who.

## Hitnotering
| " Pictures of Lily" in de Nederlandse Top 40 binnen 20-05-1967 | " Pictures of Lily" in de Nederlandse Top 40 binnen 20-05-1967 | " Pictures of Lily" in de Nederlandse Top 40 binnen 20-05-1967 | " Pictures of Lily" in de Nederlandse Top 40 binnen 20-05-1967 | " Pictures of Lily" in de Nederlandse Top 40 binnen 20-05-1967 | " Pictures of Lily" in de Nederlandse Top 40 binnen 20-05-1967 | " Pictures of Lily" in de Nederlandse Top 40 binnen 20-05-1967 | " Pictures of Lily" in de Nederlandse Top 40 binnen 20-05-1967 | " Pictures of Lily" in de Nederlandse Top 40 binnen 20-05-1967 | " Pictures of Lily" in de Nederlandse Top 40 binnen 20-05-1967 | " Pictures of Lily" in de Nederlandse Top 40 binnen 20-05-1967 | " Pictures of Lily" in de Nederlandse Top 40 binnen 20-05-1967 |
| Week                                                           | 1                                                              | 2                                                              | 3                                                              | 4                                                              | 5                                                              | 6                                                              | 7                                                              | 8                                                              | 9                                                              | 10                                                             |                                                                |
| -------------------------------------------------------------- | -------------------------------------------------------------- | -------------------------------------------------------------- | -------------------------------------------------------------- | -------------------------------------------------------------- | -------------------------------------------------------------- | -------------------------------------------------------------- | -------------------------------------------------------------- | -------------------------------------------------------------- | -------------------------------------------------------------- | -------------------------------------------------------------- | -------------------------------------------------------------- |
| Nummer                                                         | 34                                                             | 19                                                             | 8                                                              | 4                                                              | 5                                                              | 6                                                              | 8                                                              | 14                                                             | 22                                                             | 32                                                             | uit                                                            |

### NPO Radio 2 Top 2000
| Nummer met noteringen in de NPO Radio 2 Top 2000 | '99  | '00 | '01  | '02  | '03  | '04  | '05  | '06 | '07  | '08  |
| ------------------------------------------------ | ---- | --- | ---- | ---- | ---- | ---- | ---- | --- | ---- | ---- |
| Pictures of Lily                                 | 1288 | -   | 1373 | 1492 | 1497 | 1655 | 1924 | -   | 1994 | 1935 |

1. ↑  Een '-' betekent dat het nummer niet was genoteerd en een vetgedrukt getal geeft de hoogste notering aan.
2. ↑  Deze tabel is bijgewerkt tot en met de laatste editie (2024).

## Referentie
- Review en analyse op de site Allmusic.com